# Jan Baptist van Heil

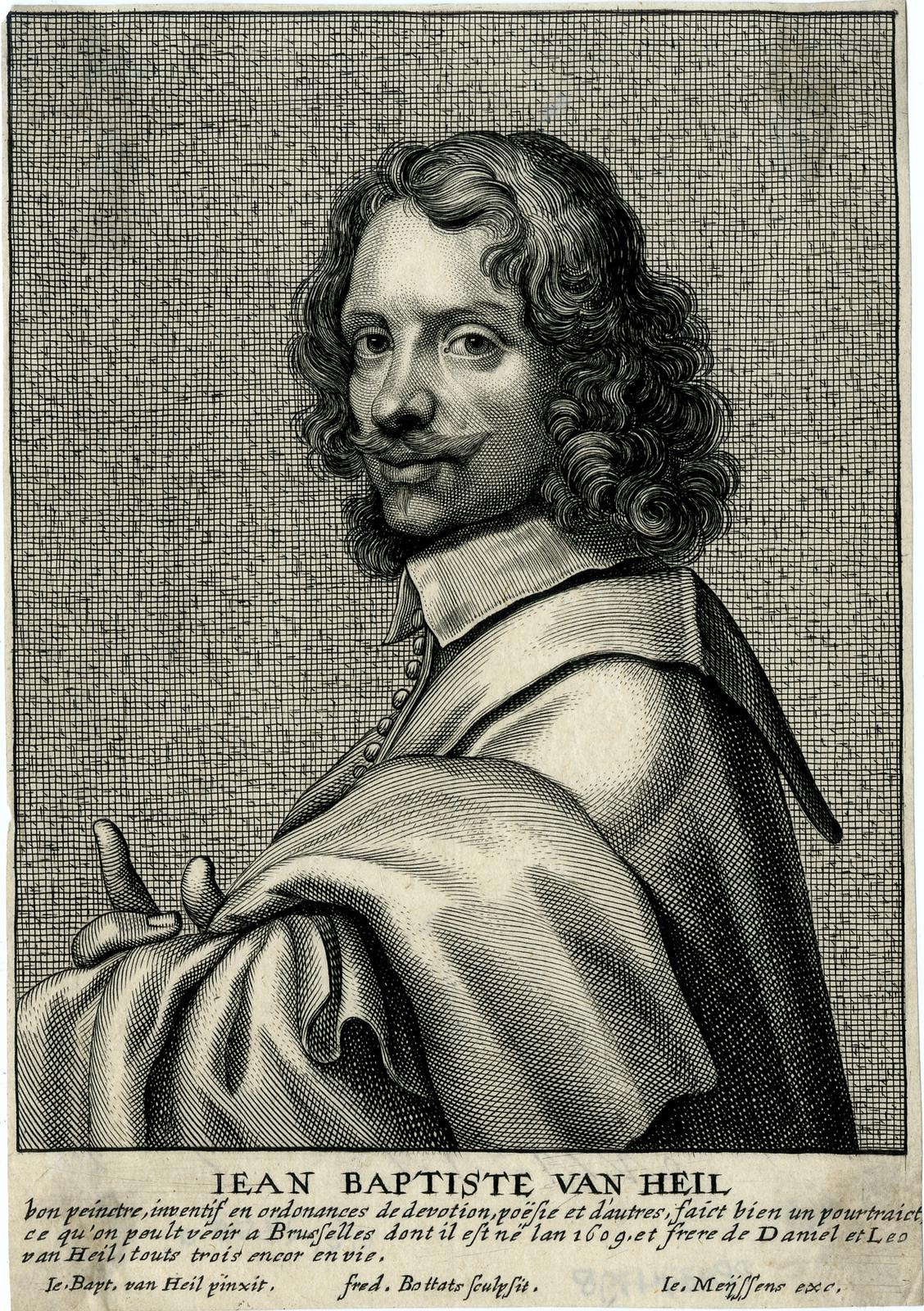
Jan Baptist van Heil

Jan Baptist van Heil (Brussel, 1609 – aldaar, na 1686) was een Zuid-Nederlands schilder en tapijtontwerper.
Hij werd ook wel Gio Batista van Heil genoemd.
Jan Baptist was de zoon van Leonard van Heil (I) en de broer van Daniël van Heil en Leo van Heil. Het is waarschijnlijk dat hij zijn opleiding ontving van zijn broer Daniël. In 1643 werd Jan Baptist meester in het Brusselse Sint-Lucasgilde. Tot 1686 had hij acht leerlingen onder zijn hoede, wat wijst op zijn status binnen het gilde.
Zijn werk richtte zich voornamelijk op historiestukken en portretten, waarbij hij gebruikmaakte van olieverf als voornaamste materiaal. Als kunstenaar was Jan Baptist van Heil actief in Brussel van 1643 tot minstens 1686. 
- Bibliothèque nationale de France: cb149665470 (data)
- Biografisch Portaal: 05319294
- Gemeinsame Normdatei: 1027287018
- International Standard Name Identifier: 0000 0003 6478 3035
- RKD-Nederlands Instituut voor Kunstgeschiedenis: 37077
- Union List of Artist Names: 500051059
- Virtual International Authority File: 34145542352596641009